# Geschubde dwergspecht
De geschubde dwergspecht (Picumnus squamulatus) is een vogel uit de familie Picidae (spechten). De vogel werd in 1854 door de Franse vogelkundige Frédéric de Lafresnaye geldig beschreven.

## Verspreiding en leefgebied
Deze soort komt voor in Colombia en Venezuela en telt vijf ondersoorten:
- P. s. squamulatus: noordoostelijk en Midden-Colombia.
- P. s roehli: noordoostelijk Colombia en noordelijk Venezuela.
- P. s obsoletus: noordoostelijk Venezuela.
- P. s lovejoyi: noordwestelijk Venezuela.
- P. s apurensis: het noordelijke deel van Midden-Venezuela.

## Status
De grootte van de populatie is niet gekwantificeerd maar de soort wordt omschreven als tamelijk algemeen. Op de Rode lijst van de IUCN heeft deze soort de status niet bedreigd.